# Las Cruces Parte Alta
Las Cruces Parte Alta är en ort i Mexiko.   Den ligger i kommunen Milpa Alta och delstaten Distrito Federal, i den sydöstra delen av landet, 30 km söder om huvudstaden Mexico City. Las Cruces Parte Alta ligger 2 725 meter över havet och antalet invånare är 188.
Terrängen runt Las Cruces Parte Alta är bergig, och sluttar norrut. Runt Las Cruces Parte Alta är det tätbefolkat, med 411 invånare per kvadratkilometer. Närmaste större samhälle är Tlalpan, 19,0 km nordväst om Las Cruces Parte Alta. Trakten runt Las Cruces Parte Alta består till största delen av jordbruksmark.